# Гоцев лист (1924 – 1932)
Вижте пояснителната страница за други значения на Гоцев лист.
„Гоцев лист“ с подзаглавие Възпоменателен лист на Македонското благотворително дружество „Гоце Делчев“ е български вестник, издание на Македонското благотворително дружество „Гоце Делчев“ в Пловдив, България.
Излиза в годишно от 1924 до 1932 година. Печата се в печатниците „Добруджа“, „Братя Йоневи“ и „Будител“ в тираж от 1000 броя. Вестникът е паметен лист, посветен на живота и делото на Гоце Делчев.
| Годишнина | Броеве | Дата       |
| --------- | ------ | ---------- |
| [I]       | [1]    | 6 май 1924 |
| III       | 2      | 6 май 1926 |
| IV        | 3      | 6 май 1927 |
| V         | 4      | 4 май 1929 |
| VII       | 5      | 6 май 1932 |

За VI няма сведение, като вероятно не е излязъл. V и VII не са открити.
„Гоцев лист“ от 1924 година съдържа следните статии: 1) Дружество „Гоце Делчев“; 2) Иван Харизанов – „Гоце Делчев“; 3) Иван Кротев – „Родно огнище“; 4) Димо Хаджидимов – „Той плаче“; 5) Иван Кротев – „Гоце...кюмюрджия“; 6) Петър Ацев – „Една среща с Гоце Делчев“; 7) Биографически бележки.